# Лични тренер
Лични тренер (енгл. Life coach) је израз који представља особу која попут терапеута помаже појединцу у усклађивању личних и пословних дешавања у животу.
Као основа користе се две друштвене науке, пре свега социологија и психологија и као специфично (по потреби) секундарне научне дисциплине: економија, трговина, аналитика, геополитика и др.
Схватања су да 21. век представља погодно тло за развијање личног саветника по питању животних и пословних одлука.
Свакако да је стил живота и привређивања наметнуо отвореност ка свим могућностима побољшања без обзира на основе дотадашњег схватања.